# Aprionus cornutus
Aprionus cornutus är en tvåvingeart som beskrevs av Berest 1986. Aprionus cornutus ingår i släktet Aprionus och familjen gallmyggor.
Artens utbredningsområde är Ukraina. Arten är reproducerande i Sverige. Inga underarter finns listade i Catalogue of Life.